# Dorothea Bate
Dorothea Minola Alice Bate (ur. 8 listopada 1878 w Carmarthen, zm. 13 stycznia 1951 w Westcliff-on-Sea) – brytyjska paleontolożka, pionierka archeozoologii, członkini Londyńskiego Towarzystwa Geologicznego.

## Życiorys
W 1898 roku, jeszcze jako nastolatka, podjęła pracę w Muzeum Historii Naturalnej w Londynie. Wykonywała prace techniczne, a z czasem uczyła się preparowania skamielin. W 1901 roku Bate opublikowała na łamach Geological Magazine swoją pierwszą pracę A short Account of a Bone Cave in the Carboniferous Limestone of the Wye Valley.
W 1904 roku podczas badań na wybrzeżu przylądku Malekas na Krecie Bate odkryła pierwsze pojedyncze kopalne ślady istnienia wymarłego gatunku mamuta karłowatego Mammuthus creticus. W 1919 roku na podstawie skamielin odkrytych na Balearach opisała gatunek wymarłych gryzoni Hypnomys morpheus. W 1947 roku opisywała odnalezione w Sudanie kopalne ślady Thryonomys arkelli.
Po śmierci Bate naukowcy nadali kilku nowo opisywanym gatunkom zwierząt epitety gatunkowe będące eponimami, mającymi na celu upamiętnienie jej dokonań naukowych. Były to między innymi: Myotragus batei (Pairo i Angel, 1966), Mus bateae (Mayhew, 1977) oraz Cervus dorothensis (Barbato, 1992).